# Pavones de Turrialba
Pavones es un distrito del cantón de Turrialba, en la provincia de Cartago, de Costa Rica.

## Historia
Pavones fue creado el 11 de junio de 1968 por medio de Decreto Ejecutivo 20. Segregado de Peralta.

## Geografía
Pavones cuenta con un área de 42,05 km² y una altitud media de 499 m s. n. m.

## Demografía
Para el año 2022, Pavones cuenta con una población estimada de 5453 habitantes, y para el último censo efectuado, en 2011, Pavones contaba con una población de 4331 habitantes.

## Localidades
- Poblados: Angostura, Bóveda, Buenavista, Chitaría, Eslabón, Isla Bonita (parte), Jabillos, San Rafael, Sitio Mata, Yama.

## Transporte

### Carreteras
Al distrito lo atraviesan las siguientes rutas nacionales de carretera:
- Ruta nacional 10
- Ruta nacional 232